# Nicole Mann
Nicole „Duke“ Victoria Aunapu Mann (* 27. Juni 1977 in Petaluma, Kalifornien, USA) ist eine US-amerikanische Astronautin der NASA. Als Kommandantin der Mission SpaceX Crew-5 startete sie zu ihrem ersten Raumflug.

## Zeit als Militärpilotin und Testpilotin
Nachdem Nicole Mann die High School 1995 abgeschlossen hatte, studierte sie Maschinenbau an der United States Naval Academy, wo sie 1999 den Bachelor machte, und an der Stanford University, die sie 2001 mit dem Master abschloss. Im United States Marine Corps wurde sie zur Pilotin ausgebildet. Von der Enterprise aus flog sie 47 Kampfeinsätze im Irak und in Afghanistan. Danach arbeitete sie an der United States Naval Test Pilot School in Maryland.

## NASA
Nicole Mann bewarb sich als Astronautin bei der NASA und wurde im Juni 2013 in die 21. Auswahlgruppe aufgenommen. Die Astronauten-Grundausbildung dauerte von August 2013 bis Juli 2015.
Am 3. August 2018 gab die NASA bekannt, welche neun Astronauten die ersten vier bemannten Raumflüge mit kommerziellen Raumschiffen durchführen würden. Nicole Mann wurde dabei dem ersten bemannten Flug des Boeing-Raumschiffs CST-100 Starliner, Bezeichnung Boe-CFT, zugeteilt. Infolge der Verzögerungen beim Starliner wurde Mann im Oktober 2021 der SpaceX Crew-5-Mission zugeteilt. Die Mission startete am 5. Oktober 2022.
Im Dezember 2020 wurde Mann als Kandidatin für Mondflüge im Rahmen des Artemis-Programms ausgewählt.

## SpaceX Crew-5, ISS-Expedition 68
Am 5. Oktober 2022 flog Mann zusammen mit Josh Cassada, Anna Kikina und Koichi Wakata mit der Dragon 2 zur Internationalen Raumstation (ISS). Das Raumschiff dockte 29 Stunden später am 6. Oktober um 5:01 pm EDT (21:01 UTC, 23:01 Mitteleuropäische Sommerzeit) an der ISS an. Die Besatzungsmitglieder schlossen sich dort der ISS-Expedition 68 an.
Am 12. März 2023 um 02:02 UTC kehrte die Besatzung um Nicole Mann wieder zurück zur Erde.

## Privates
Nicole Mann ist verheiratet und hat einen Sohn.